# Libreria Bookworm
BooKworm è una libreria flessibile costruita in tecnopolimero, progettata nel 1994 dal designer Ron Arad e dalla collaborazione di un'azienda italiana di design, la Kartell. Nell'anno in cui è stata progettata ha portato una ventata di innovazione per la sua forma serpeggiante e ondulosa, distaccandosi dalle forme ortogonali e tradizionali.

## Descrizione

### Idea di progetto
L'idea di base è stata di portare innovazione nel mondo delle librerie, creando delle forme non ortogonali ed utilizzare materiali diversi. La libreria è stata pensata in metallo dal designer Ron Arad, perché questo materiale consentiva una flessibilità e una resistenza per l'idea di progetto. Fino a quel momento il mercato del Bookworm era stato una produzione limitata e solo per una clientela di nicchia. Ma grazie all'incontro con la Kartell, azienda storica italiana di design specializzata nel campo della plastica, il mercato è diventato di massa e più accessibile, avendo anche un costo inferiore, perché passato alla produzione in tecnopolimero, materiale plastico con delle importanti caratteristiche. 

### Etimologia
Il nome del progetto è stato pensato dallo stesso designer Ron Arad: poiché la forma dell'oggetto ricorda un verme è stato conferito il nome di Bookworm, che è l unione delle parole "libro" e "verme": da una parte prende spunto dal tarlo del legno, dall‘altra riprende la forma serpentina dell’oggetto.

### Modelli e dimensioni
La libreria è disponibile in tre versioni con misure che variano tra loro e con una varia gamma di colori. La più piccola da 320 cm, una versione da 520 cm e una da 820 cm con rispettivamente 7, 11 e 17 reggilibri. Permette un carico di 10 kg per ogni supporto. Le diverse versioni hanno la stessa gamma di colorazioni che comprendono alluminio, bianco coprente, blu cobalto, nero e rosso.
Per montarla bisogna avere un po' di dimestichezza con il trapano e tasselli ed essere almeno in due persone per rendere il montaggio meno difficoltoso. 
Nel 2015 è stata presentata una rivisitazione della libreria e questa nuova versione è stata chiamata Popworm. Rispetto al Bookworm cambia il materiale che è in PVC colorato e ritardante al fuoco, i colori disponibili sono turchese, nero, giallo fluo, fucsia e con fermalibri metallizzati dorati. Un'altra differenza è la forma dell'oggetto che nelle precedenti versioni non c'è, e che presenta una linea sinuosa e ondulata. 
| Libreria piccola |         |
| ---------------- | ------- |
| larghezza        | 320 cm  |
| altezza          | 19 cm   |
| profondità       | 20 cm   |
| peso unitario    | 6,20 kg |

| Libreria media |         |
| -------------- | ------- |
| larghezza      | 520 cm  |
| altezza        | 19 cm   |
| profondità     | 20 cm   |
| peso unitario  | 9,80 kg |

| Libreria grande |          |
| --------------- | -------- |
| larghezza       | 820 cm   |
| altezza         | 19 cm    |
| profondità      | 20 cm    |
| peso unitario   | 15,00 kg |

## Tecnologia e materiali
Il Bookworm inizialmente è stato pensato in acciaio dal designer Ron Arad, siccome è un abile sperimentatore delle potenzialità formali dell'alluminio e dell'acciaio. Dopo l’incontro con Kartell è stata prodotta in tecnopolimero, materiale plastico di cui l’azienda  è leader. Per realizzare in serie la libreria in tecnopolimero, l'azienda ha creato un team di ricerca per trovare la miglior tecnologia di estrusione, restando fedele al prodotto originario. Grazie all'utilizzo di materiale plastico il prodotto è stato reso accessibile ad una utenza maggiore, non perdendo il suo fascino e la sua forma sinuosa. 

## Storia
Il primo concept nasce dalla mente del designer Ron Arad nel 1993 e dopo un anno viene prodotto in massa dall'azienda Kartell. Grazie a questo prodotto, è stato nominato "Designer of the Year e Guest Editor dell’International Design Yearbook". Successivamente nel 2015 l'azienda Kartell rivisita la libreria e crea un nuovo prodotto chiamato Popworm.

## Esposizioni
- Museo Kartell, Milano Mostra Bookworm e FPE ,14 aprile 2009 Noviglio
- The Museum of Modern Art, New York Mostra RON ARAD , 11 ottobre 2009- 19 ottobre 2009